# Cara Delevingne
Cara Jocelyn Delevingne (født 12. august 1992) er en engelsk model, sanger og skuespiller.

## Baggrund
Delevingne er datter af Charles Hamar Delevingne og Pandora Anna Delevingne. Delevingne har to ældre søstre, Chloe og Poppy. Søsteren Poppy er også model.

## Karriere

### Model
Delevingne begyndte som model i 2009, efter hun blev "spottet" af Sarah Doukas, grundlægger af Storm Model. Doukas har tidligere spottet Kate Moss.
I 2011 var Delevingne en del af Burberrys forår-/sommerkampagne sammen med blandt andet Jourdan Dunn. I 2011 gik Delevingne sin første Catwalk ved London Fashion Week. Delevingne har medvirket i reklamer for: H&M, Bulmarine, DKNY, Tom Ford, Yves Saint Laurent, Chanel.
Delevingne har været på forsiden af flere blade bl.a. Vogue. Hun var model for Victoria's Secret fashion shows år 2013 og 2014. Delevingne har været ansigt for Chanel, DKNY og Yves Saint-Laurent.
Delevingne vandt i 2012 og 2014 "Model of the Year"-award, som uddeles af British Fashion Awards.
Den 8. juni 2015 blev Cara Delevingnes profil på Storm Model Managements hjemmeside fjernet. Det blev senere bekræftet, at Delevingne ville fokusere på skuespil og derfor havde sagt op. I samme måned var Delevingne på forsiden af det amerikanske Vogue.
Delevingne udtalte i august 2015, at den afgørende grund til at stoppe karrieren som model og fokusere på skuespil var stress. Delevingne udtalte senere, at hun ikke kunne sige nej til nogen eller noget. Delevingne uddybede, at dette bidrog til at hun udviklede hudsygdommen psoriasis.[kilde mangler]

### Skuespiller
Delevingne spillede sin første filmrolle i Anna Karenina som prinsesse Sorokina. I 2013 annoncerede hun, at hun ville lægge stemme til DJ på Non-Stop-Pop FM radio i videospillet Grand Theft Auto V.
I juni 2014 havde hun sin tv-debut i tv-serien Playhouse Presents. Efter dette spillede hun Melanie i den britiske thriller The Face of an Angel. Filmen fik blandede anmeldelser.
Den 24. oktober 2014 var hun med i en 90 minutter lang sketch der blev bragt for at skabe bevidsthed omkring testikelkræft. En måned senere var hun med i den sydafrikanske gruppe Die Antwoords musikvideo “Ugly Boy”. I december 2014 medvirkede hun i Reincarnation, en kortfilm af Karl Lagerfeld for Chanel sammen med Pharrell Williams og Geraldine Chaplin.
I 2015 var hun med i ASAP Fergs musikvideo Dope Walk. Senere i maj 2015 var hun også med i Taylor Swifts musikvideo Bad Blood.
I filmen Paper Town (2015) havde hun hovedrollen som Margo Roth Spiegelman. Filmen blev en stor succes og åbnede flere døre for Cara Delevingne.

## Filmografi
| År   | Titel                                       | Rolle                                        | Noter   |
| ---- | ------------------------------------------- | -------------------------------------------- | ------- |
| 2012 | Anna Karenina                               | Princess Sorokina                            |         |
| 2014 | Reincarnation by Chanel                     | Naughty Barmaid Empress Elisabeth of Austria |         |
| 2014 | The Face of an Angel                        | Melanie                                      |         |
| 2014 | The Feeling Nuts Comedy Night               | Sig selv                                     | Tv-film |
| 2015 | Kids in Love                                | Viola                                        |         |
| 2015 | Tulip Fever                                 | Henrietta                                    |         |
| 2015 | London Fields                               | Kath Talent                                  |         |
| 2015 | Paper Towns                                 | Margo Roth Spiegelman                        |         |
| 2015 | Pan                                         | Mermaid                                      |         |
| 2016 | Suicide Squad                               | June Moone/ Enchantress                      |         |
| 2017 | Valérian And the City of a Thousand Planets | Laureline                                    |         |
| 2020 | Life in a Year                              | Isabelle                                     |         |